# Train de Vaugneray
Le train de Vaugneray est un  tramway, qui reliait Lyon Saint-Just  à Vaugneray. La ligne est ouverte le Vaugneray 19 avril 1886 pour fermer le 2 novembre 1954. Elle est exploitée par la compagnie Fourvière Ouest-Lyonnais, puis à partir de 1911, par la compagnie Omnibus et Tramways de Lyon (OTL).
Cette ligne faisait partie d'un réseau desservant le plateau ouest-lyonnais vers Vaugneray et Mornant.

## Les prémices
En 1872, un avant-projet est établi par Claude Bourget, ingénieur civil, déjà auteur des plans inclinés lyonnais (funiculaires de la Croix-Rousse, Saint-Just et Fourvière), pour la réalisation d'une ligne à voie normale reliant Lyon aux abords de Rive-de-Gier (quartier de la Madeleine, à la limite départementale Rhône/Loire), via Sainte-Foy-lès-Lyon, Francheville, Chaponost, Brindas. Ce projet ne fut pas approuvé par les autorités, en raison d'un financement peu assuré.
En 1879, un ingénieur lyonnais, M. Devos, demande la concession d'une ligne dont l'itinéraire est proche du projet de 1872. La compagnie concessionnaire du chemin de fer à crémaillère Saint-Jean - Saint-Just, s'y opposa en proposant une ligne de chemin de fer secondaire à voie unique et métrique entre la gare de Saint-Just et Mornant avec un embranchement vers Vaugneray. Le Conseil général du Rhône donne en 1880 un avis favorable à ce projet.
La ligne est déclarée d'utilité publique en 1882. La compagnie du chemin de fer de Fourvière et de l'Ouest lyonnais (FOL) obtient la concession. Les travaux débutent en avril 1884 et se poursuivront jusqu'au printemps 1886 pour la branche de Vaugneray, et 1887 pour celle de Mornant.

## L'infrastructure
Le tramway roulait sur une voie de chemin de fer en site propre et à voie unique, très bien tracée, construite avec les grands moyens de la fin du XIXe siècle.
La ligne, à voie unique et entièrement en site propre, avait de fortes rampes, variant de 2‰ à 25 ‰, et même 32 ‰ pour la section terminale de Vaugneray-bourg, permettant de passer de l'altitude  213,50 m à l'Étoile d'Alaï à 411 m à Vaugneray-Bourg. Les courbes avaient un rayon minimum de 200 m, et la ligne comprenait 26 passages à niveau.
Le principal ouvrage d'art était le viaduc d'Alaï, à poutre métallique posée sur 4 piles en maçonnerie, long de 207 m et haut de 28 m, franchissant au PK 5 le ruisseau de Charbonnières à Francheville. Les piles de ce viaduc sont ancrées à 17 mètres de profondeur, et sont toujours visibles aujourd'hui.

### Le tracé
La ligne partait du quartier de Saint Just où la compagnie FOL avait construit une ligne à crémaillère reliant Saint Jean. La gare de Saint Just se situait à côté de celle de la ligne à crémaillère, aujourd'hui transformée en "ficelle". Puis, la ligne après avoir longé la colline de Loyasse traversait les coteaux de Champvert pour atteindre la halte des Massues. Le tracé était en pente constante pour atteindre La Demi Lune, le point le plus bas de la ligne. Sur ce parcours, le train avait franchi un tunnel et trois viaducs. Un court embranchement, exploité entre 1900 et 1901, se séparait de la ligne entre Grange-Blanche et la halte de Demi-Lune, pour desservir la Place de la Demi-Lune et donner correspondance avec les lignes de tramway qui la desservaient. Un second embranchement, de 2 km et électrifié en 1916 par l'OTL, se séparait de la ligne à la gare FOL de la Demi-Lune, dite La Pomme, pour desservir par une large courbe la Gare d'Écully-la-Demi-Lune PLM, permettant notamment l'expédition ou la réception de fret vers le grand réseau. Il fut exploité de 1895 à juin 1935.
La ligne se dirigeait ensuite vers le vallon du ruisseau de Charbonnières qu'elle traversait sur le viaduc d'Alaï, au PK 5. La voie empruntait ensuite la tranchée de "Bel Air" qui lui permettait de rejoindre la vallée de l'Yzeron. Elle remontait cette vallée jusqu'à une halte appelée "La Pillardière". Ce site est toujours visible aujourd'hui. Ensuite la ligne remontait toujours sur la rive gauche de l'Yzeron et atteignait Craponne sur le plateau Lyonnais. À partir de cette gare, la ligne traversait le plateau lyonnais en desservant Le Tupinier et Grézieu-la-Varenne.
La gare du Tupinier était le point de la bifurcation vers Mornant. Après Grézieu, la ligne traversait un vallon au moyen d'un viaduc en pierre et atteignait la gare de Vaugneray située au lieu-dit la « Maison Blanche », qui fut le terminus de la ligne de 1886 à 1906.
Elle est prolongée vers Vaugneray-Bourg, en empruntant l'accotement de la route, et dans la fin du parcours sur la chaussée jusqu'au terminus définitif au centre du bourg de Vaugneray. Comme cette section avait un profil difficile (rampe de 32 ‰), seule la motrice l'empruntait. Les voyageurs se tassaient, pour ce trajet final.
Le dépôt, contigu à celui de la ligne à crémaillère, était implanté dans les emprises de la gare de Lyon Saint-Just.

### Les stations et haltes
- Saint-Just (PK 0,0)
- Les Massues (halte) (PK 1,77)

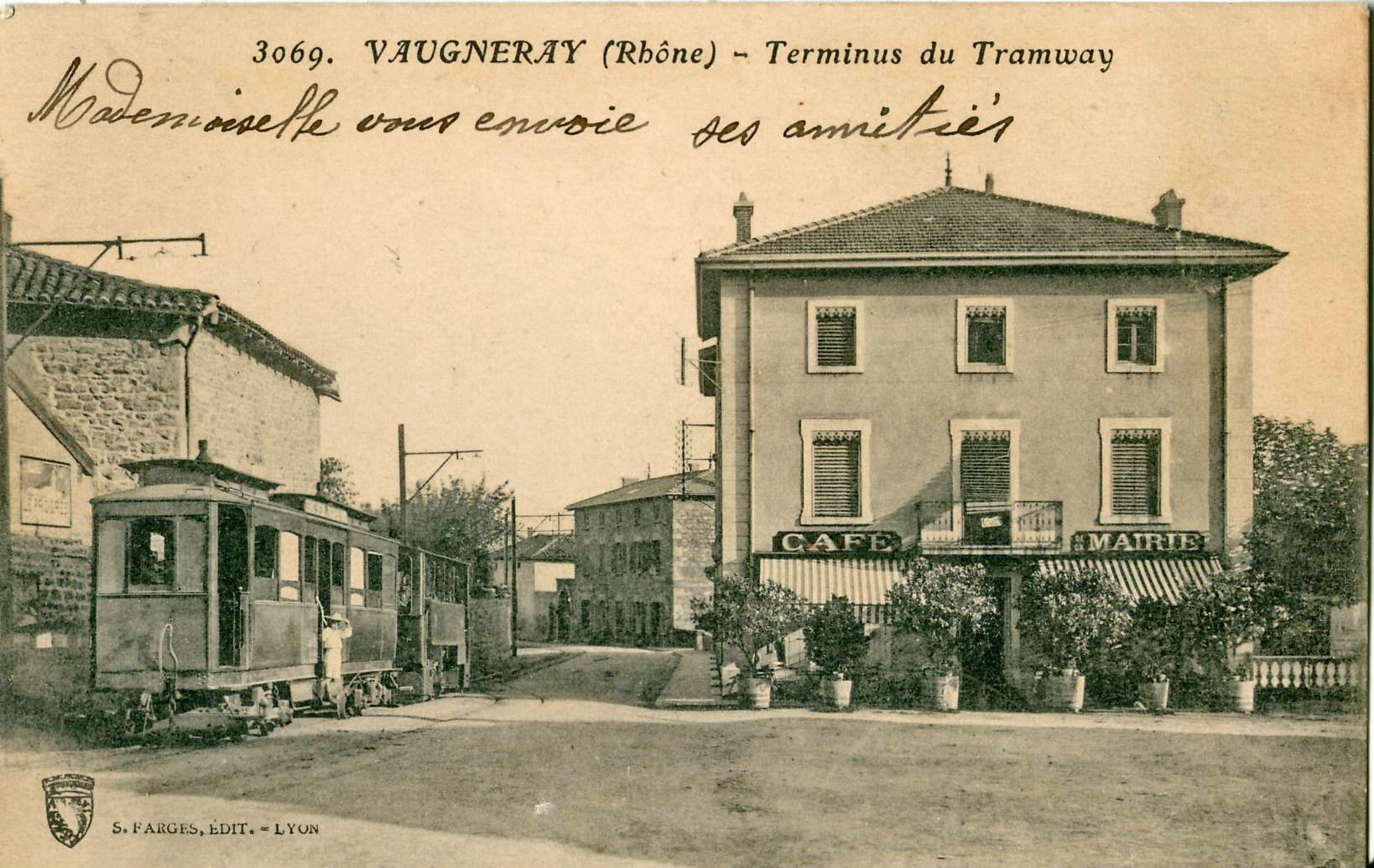
Rame au terminus de Vaugneray-Bourg

  - Place de la Demi-Lune (raccordement exploité de 1900 à 1901) (PK 3,00)
- La Demi-Lune (halte) (PK 2,733)
- La Demi-Lune (gare) (PK 3,32)
  - Embranchement vers la gare de Tassin (2 km)
- Francheville - Halte d'Alaï - (PK 4,47)
- Francheville - gare de l'Étoile d'Alaï (PK 4,91)
- La Patelière  (halte, PK 6,72)
- Craponne (halte, PK 7,60)
- Craponne - Centre (gare, PK 8,66)
- Le Tupinier (bifurcation vers Mornant - PK 9,84)
- Grézieu-la-Varenne (PK 11,26)
- La Chanconche  (halte - PK 12,55)
- Vaugneray - Maison blanche gare terminus de 1886 à 1906 - PK 13,50)
- Vaugneray Bourg  (PK 14,9)

### L'électrification
La ligne fut électrifiée en 1899 sous courant continu 550V fourni par une usine électrique installée près du dépôt de Saint-Just et complétée par une sous-station au Tupinier.

## L'exploitation

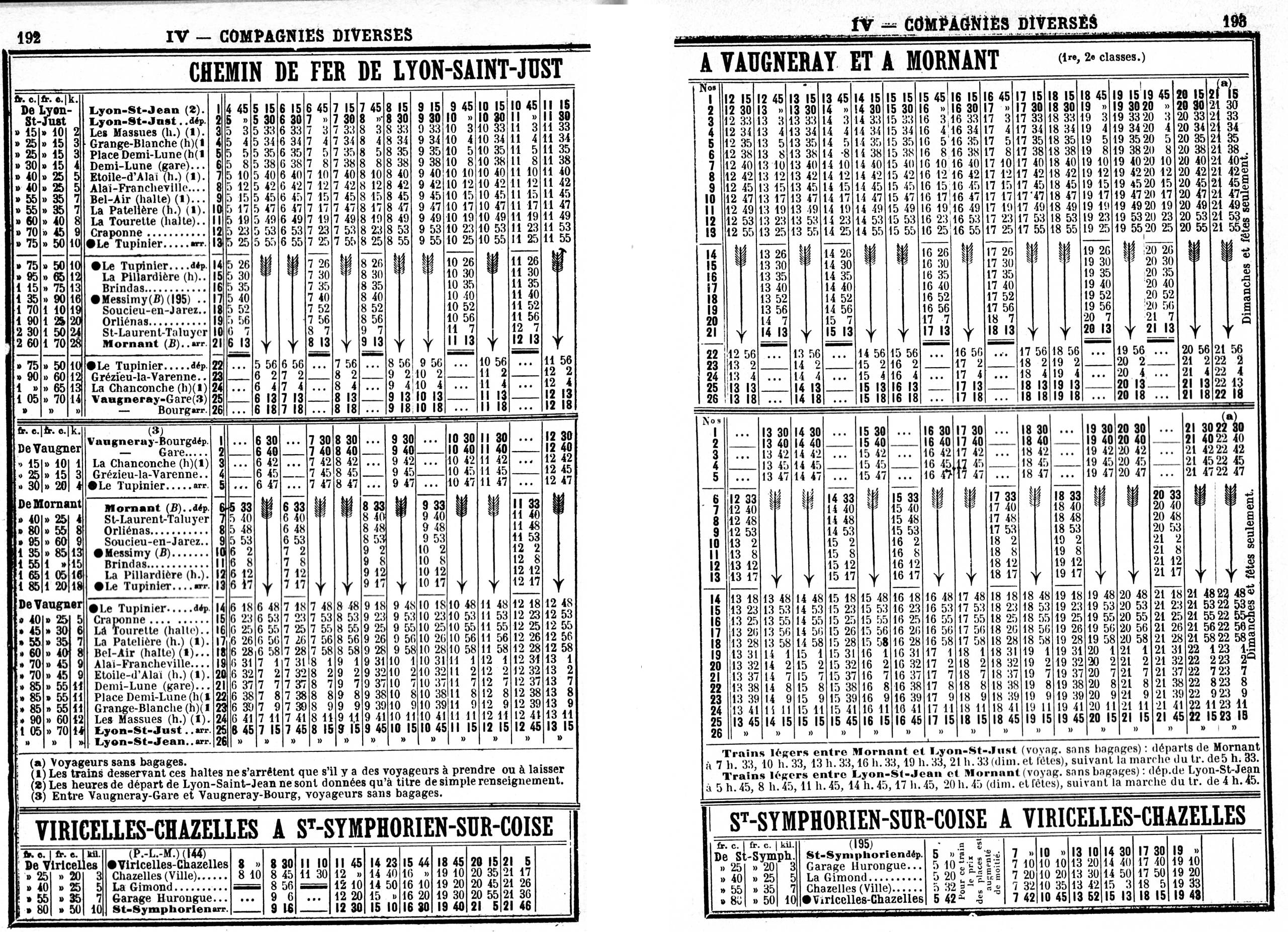
Les horaires de la ligne en mai 1914

### Matériel roulant

#### Matériel d'origine
Pour l'ouverture de la ligne, en 1886 le matériel suivant a été livré :
- 4 locomotives tender de type "031T" construites par Fives-Lille
- 4 voitures voyageurs de 1re classe
- 16 voitures de 2e classe.
- environ 80 wagons de marchandise de trois types différents, des wagons couverts, wagons plats, et wagons tombereaux.

Une commande de deux autres machines est passée à la firme Fives Lille, livrées en 1895 :
- 2 locomotives tender Fives Lille, type "031T", construites par Fives Lille

Pour assurer un complément de traction deux machines furent achetées en seconde main a la compagnie des Voies Ferrées du Dauphiné. Ces locomotives sont des bicabines à toit continu. Elles ont deux postes de conduites, un à l'avant et l'autre à l'arrière. Le toit couvre toute la locomotive.
- 2 locomotive tender, type "030T" construites  par Blanc-Misseron

#### Matériel électrique
Matériel de la FOL

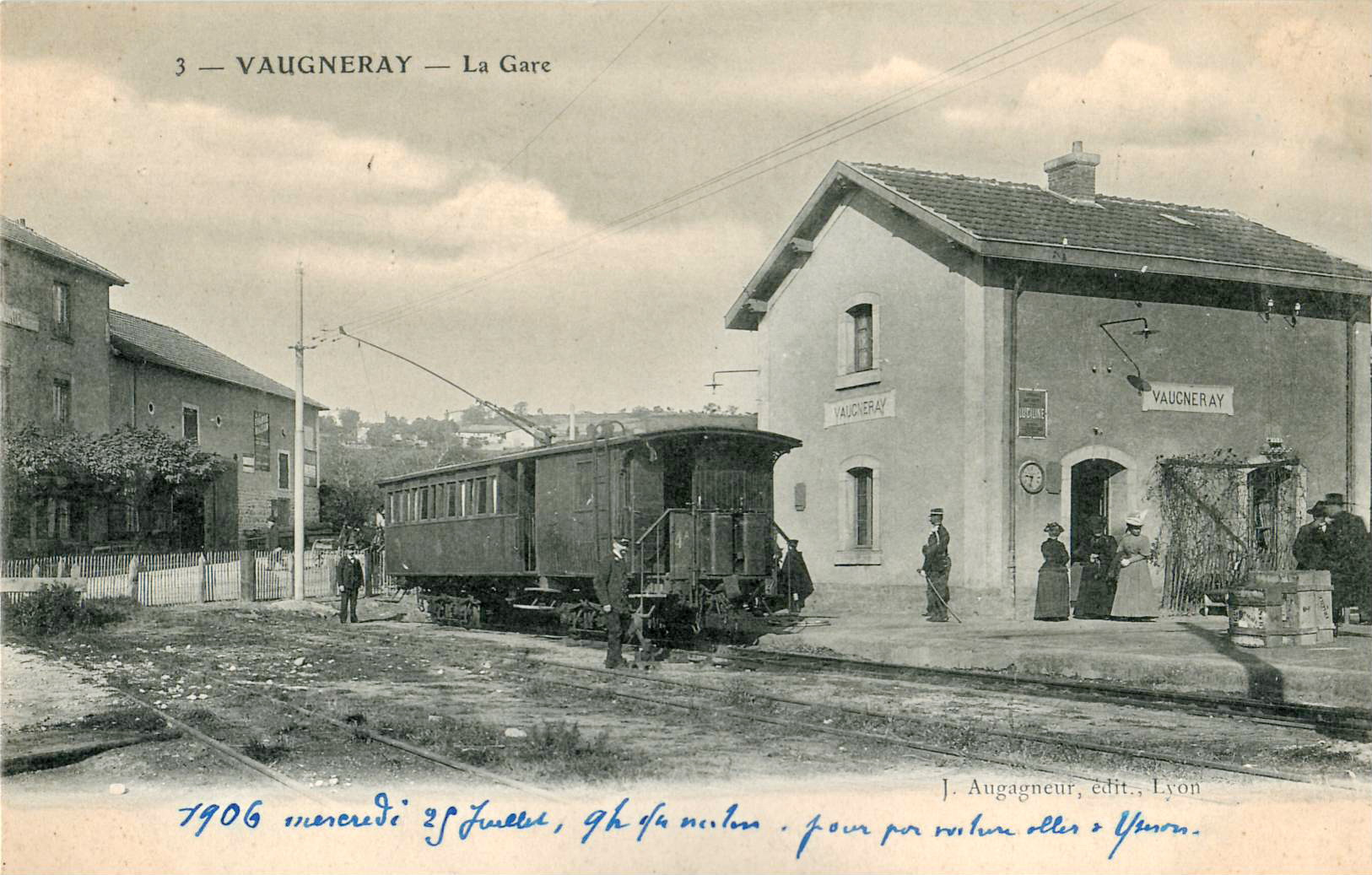
Automotrice électrique, vers 1906

Lors de l'application de la traction électrique, le matériel suivant a été livré
- 4 motrices Buire construites à partir de voitures voyageurs par La Buire à Lyon
- 5 motrices à bogies dites "Vierzon" construites par la firme Hanquet & Hautfort

Apport de la compagnie OTL
Après la fusion, entre la compagnie FOL et OTL, cette dernière mis en service sur la ligne, 
- 10 motrices NLT dites "chemins de fer", il s'agit de motrices à bogies urbaines transformées aux normes des lignes FOL
- En 1914, la compagnie OTL commande 26 motrices  en Belgique à l'usine "la construction" à Manage dans le Hainaut. Ces motrices porteront le nom de "Manage" et rouleront près de 40 ans, jusqu'à l'arrêt des circulations en novembre 1954.

### Fin de l'exploitation
La ligne ferroviaire fut supprimée le 2 novembre 1954 et remplacée par le bus n°37 de l'OTL, assuré par des autobus Renault type R 4211.
La ligne d'autobus fut ensuite exploitée, à partir du  28 février 1957, par l'entreprise Lafond, avec des autobus Chausson. Les TCL reprennent l'itinéraire par le bus "V" par le trajet Quai de la Pêcherie - Tassin - Craponne – Vaugneray en 1974. Cette ligne prend en 1976 le n°73

## Vestiges
Un certain nombre de vestiges de la ligne sont encore présents, témoins du travail considérable qu'a demandé la réalisation du chemin de fer. La plateforme existe toujours, sous forme de chemin piétonnier entre Saint-Just et La Demi-Lune, avec la possibilité de traverser le tunnel des Massues. Les piles du viaduc d'Alaï sont encore visibles tout comme le tracé dans la vallée de l'Yzeron en aval de Craponne ainsi qu'entre Craponne et Vaugneray.
L'ancienne gare de Vaugneray est aujourd'hui une maison d'habitation. L'ancienne gare de la Demi-Lune a elle été démolie en 2011 pour laisser la place à un local associatif.

## Réalisations et projets de réutilisation
Plusieurs projets de réutilisation de parties de l'infrastructure en site propre routier pour les autobus ont été étudiées, en particulier sur la section comprise entre Craponne et Vaugneray,.
En 2010, le SYTRAL envisageait la desserte express de l'ouest lyonnais par l'aménagement de deux lignes fortes Gorge de Loup - Vaugneray et Gorge de Loup - Brindas, qui auraient réutilisé à partir de 2013 une partie des anciennes emprises du train de Vaugneray.
Mis en service le 4 novembre 2013, LEOL est un itinéraire de voie bus sur 4,5 km emprunté par les lignes C24, C24E, 73 et 73E desservant les communes de Francheville et de Craponne.